# Hallasan
Hallasan (korejsko 한라산) je ščitasti vulkan, ki obsega večji del otoka Čedžu v Južni Koreji. Njegov vrh, visok 1947 m, je najvišja točka v državi. Območje okoli gore je razglašeno za narodni park, imenovan narodni park Hallasan. Hallasan velja za eno od treh glavnih gora Južne Koreje, skupaj z Džirisanom in Soraksanom.
Naravni rezervat Hallasan je bil 12. oktobra 1966 razglašen za južnokorejski naravni spomenik št. 182.

## Imena
Hallasan se v hangulščini piše kot Hanrasan (한라산), vendar se še vedno izgovarja Hallasan. V preteklosti je bil Hallasan znan pod številnimi drugimi imeni v korejščini, vključno z Buak (부악/釜岳), Vonsan (원산/圓山), Džinsan (진산/鎭山), Sonsan (선산/仙山), Dumuak (두무악/頭無岳), Burasan (부라산/浮羅山), Jongdžusan (영주산/瀛州山) in Hjolmangbong (혈망봉/穴望峯).

## Geologija in geografija

### Hallasan
Hallasan je ogromen ščitasti vulkan, ki tvori večji del otoka Čedžu in se pogosto smatra za simbol samega otoka. Obstaja tradicionalni korejski lokalni rek, ki pravi: »Otok Čedžu je Hallasan in Hallasan je Čedžu.« Goro je res mogoče videti z vseh krajev na otoku, vendar je njen vrh pogosto prekrit z oblaki.
Tla na Hallasanu so večinoma sestavljena iz vulkanskega pepela, vulkanskega peska in lapilov. Vsebnost organskih snovi v tleh je višja kot v vseh drugih tleh v Južni Koreji, drenaža pa je tudi boljša kot kjer koli drugje v Južni Koreji, vendar so tla relativno nerodovitna. Vulkanski otok je bil zgrajen, začenši v pliocenu, na kontinentalni polici, ki je na tem območju približno 100 m pod morsko gladino. Izbruhi bazaltne in trahitne lave so zgradili otok nad morsko gladino in zdaj dosega višino 1950 metrov. Na vrhu vulkana je velik vulkanski krater s premerom več kot 400 metrov. Na pobočjih vulkana je približno 360 parazitskih stožcev ali oreumov (오름) v jeziku čedžu. Večina jih je pepelnatih in žlindričnih stožcev, v bližini obale in na odprtem morju pa je tudi nekaj lavnih kupol in približno 20 tufnih obročev, ki so nastali zaradi podvodnih freatskih izbruhov. Vulkan se uvršča v kategorijo aktivnih, kar pomeni, da je izbruhnil v zadnjih 10.000 letih. Z oznako aktivnega se ne strinjajo vsi, saj je za boljše razumevanje vulkana potrebno več spremljanja in študij.

### Bengnokdam
Na Hallasanu je kratersko jezero, imenovano Bengnokdam (백록담/白鹿潭), kar pomeni 'jezero belih jelenov'. Nastalo je z zrušitvijo vrha stožca zaradi premikanja magme pod zemljo. Obstaja legenda, ki ime jezera pripisuje nadnaravnim možem, ki se spustijo z neba, da bi se igrali z belimi jeleni. Glede na letni čas je obseg jezera do 2 kilometra, globina pa do približno 100 metrov.
Konfiguracijske kamnine vzhodne in zahodne stene Bengnokdama se razlikujejo. Vzhodna stena je na vrhu prekrita z bazaltno lavo, debelo 2–5 metrov. V spodnjem delu je plast sedimentov visoke koncentracije, imenovana plast Tamra. Zahodna stena je sestavljena iz trahitne lave. Ta vzhodna stena sestavljena iz klastičnih sedimentnih sedimentov, zato ne gre za krater, ki ga je oblikoval izbruh lave, temveč za krater v obliki jame. Trahitna magma, ki je oblikovala trahit Bengnokdam, se je namreč dvignila na kupolo, na njenem vrhu pa je oblikovala lavno kupolo. Naklona in smeri formacije Tamra v Bengnokdamu ni mogoče neposredno izmeriti, vendar sta naklona severozahodno in 30 severovzhodno od pobočja, merjena v bližini doline pod severnim Bengnokdamom, 1580 metrov nadmorske višine.

## Ekosistem
Hallasan je bil dolgo časa izoliran od celine in njegove vrste so se lahko razvile v edinstvene in drugačne vrste od vrst na celini. Zaradi višine gore tam živijo različne rastlinske vrste. Gora je postala habitat za rastline, ki živijo na nizkih nadmorskih višinah, in rastline, ki živijo na visokih nadmorskih višinah. Na otoku Čedžu, zlasti na visokogorskem območju Hallasan, živi 50 ali več edinstvenih vrst. Na gori živijo tudi različne živalske vrste. Zaradi geografije gore so se iste vrste po tisočletjih razvijale na različne načine. Tako kot rastlinske vrste tudi živalske vrste, ki so prvotno živele v hladnem in vročem podnebju, goro uporabljajo kot svoj habitat. Hallasan uporablja kot svoj habitat skupno 160 vrst ptic. Le 19 vrst velja za naravni spomenik in jih varuje vlada. Na pohodniški poti pogosto vidimo krokarje. Na gori živi skupno 3315 vrst žuželk. Tam živi tudi 254 vrst pajkov. Študija je pokazala, da je habitat pajkov bolj koncentriran na severni strani gore. Klopi živijo na gori in so prebivalcem Čedžuja že zdavnaj povzročili veliko škode. Škoda, ki jo povzročajo klopi, se še naprej pojavlja. Šest vrst klopov povzroča težave domačim živalim.

### Rastlinstvo
Glede na svetovno floristično regijo spada Hallasan v zmerno podregijo z porečjem reke Jangce in jugozahodno Japonsko. Od obale do vrha Hallasana so rastline zaradi okoljskega gradienta navpično razširjene od subtropskih do alpskih rastlin. Od 4000 vrst žilnih rastlin, ki izvirajo iz Koreje, je približno 400 vrst ocenjenih kot ogroženih ali potencialno redkih. Še posebej je na otoku razširjenih 23 vrstno specifičnih divjih rastlin, ki jih je določilo ministrstvo za okolje (skupaj 59 vrst), od tega jih je 6 mogoče najti v naravnem rezervatu Hallasan. Na otoku, zlasti v višavju Hallasan, je razširjenih tudi približno 50 vrst posebnih rastlin.

### Živalstvo
Zaradi geografskega značaja otoka in izolacije obstaja veliko podvrst, čeprav gre za isto vrsto. Hallasan je tudi kraj, kjer polarne in tropske živali sobivajo zaradi razlike v podnebnem pasu glede na nadmorsko višino.

#### Sesalci
Sesalci otoka čedžu so razdeljeni v pet redov, 114 družin in pet vrst. Tako je porazdelitev sesalcev na otoku zelo slaba glede vrst in števila, saj je otok že zdavnaj izoliran od Korejskega polotoka. Njihova populacija se je zmanjšala zaradi zmanjšanja hrane zaradi uporabe rodenticidov in pesticidov v zadnjih letih ter nepremišljenega ribolova. Hallasan naseljujejo podlasice, jazbeci in gazele. Število podlasic in jazbecev se zmanjšuje. Tiger, merjasec in formoški jelen so že izumrli. Srna, največji sesalec v Hallasanu, je bila nekoč v nevarnosti izumrtja, zdaj pa se je njena populacija povečala zaradi politik zaščite in velikih prizadevanj otočanov.

#### Dvoživke in plazilci
Večina dvoživk in plazilcev na otoku je avtohtonih živali, vendar obstajajo tudi nekatere invazivne vrste iz Japonske in Kitajske. Hallasan je še posebej primerna gora za skrivališče dvoživk in plazilcev, z dobro razvitimi travniki in močvirji ter bogata s hrano.

#### Ptice
Na otoku Čedžu živi 364 vrst ptic, 91 vrst ptic selivk, 100 vrst ptic pozimi, 42 vrst ptic stalnic in 43 vrst ptic potujočih. 19 vrst je označenih kot naravni spomeniki.

## Tempelj
Na gori je Gvanumsa (관음사/觀音寺), najstarejši budistični tempelj na otoku. Tempelj je bil prvotno zgrajen v času dinastije Gorjo (1046–1083) pod kraljem Mundžongom (문종). Tako kot mnogi drugi templji v Koreji je bil tudi Gvanumsa uničen leta 1702 in zaprt 200 let. Tempelj je bil obnovljen leta 1908. Na otoku se ponovno širi budizem. Zunaj templja je spominsko obeležje v spomin na žrtve vstaje na Čedžuju, ki se je zgodila med letoma 1948 in 1950. Je eden najbolj obiskanih krajev na otoku.
Na gori stoji tudi Džondžamji, pagoda, ki hrani Budove relikvije.

## Pohodne poti
Na Hallasanu je pet pohodniških poti.
- Pot Gvanumsa (관음사 탐방로/觀音寺 探訪路) - 8,7 km
- Pot Orimok (어리목 탐방로/어리목 探訪路) - 4,7 km
- Pot Songpanak (성판악 탐방로/城板岳 探訪路) - 9,6 km
- Pot Jongsil (영실 탐방로/靈室 探訪路) - 3,7 km
- Pot Doneko (돈내코 탐방로/돈내코探訪路) - 9,1 km
- Pot Doneko je bila po petnajstletnem premoru ponovno odprta za javnost 4. decembra 2009. Do vrha vodita le poti Gvanumsa in Songpanak. Poti Doneko, Orimok in Jongsil segajo le do Vice Oreum (윗세오름), saj je preostali del poti, ki vodi do vrha, zaprt od leta 1994 zaradi obnove in zaščite vegetacije.

- Hallasan od daleč
- Kratsko jezero na vrhu gore (06/2008)
- Razgled na vrhu (06/2008)
- Množica na vrhu gore (06/2008)
- Bočni vulkani gore (06/2008)
- ARazgled na pot Gwaneumsa (06/2008)
- Spomenik na vratih poti Seonphanak (06/2008)
- Hallasan in Njegova vršna vremenska postaja, prekrita z vetrovnim ledom v hladnem novembrskem popoldnevu, s pogledom na Rumeno morje